# Darío Fernández Fierro
El Dr. Darío Fernández Fierro nació en la Ciudad de México y se inició en la carrera de medicina en la antigua y venerable Escuela del Palacio de la Inquisición, fue de su generación (1903-1909) el alumno más destacado, educándose con Julián Villarreal, José Torres Torrija, Ulises Valdéz y Aureliano Urrutia; de este último es de quien adquirió el interés por la medicina quirúrgica. Como premio a su alto desempeño, durante el gobierno del General Porfirio Díaz se le concedió una beca para capacitarse en Europa, al lado de figuras como Pozzi, Afuré, Pauchet, Doyen y otros. A su regreso a México se incorporó en la planilla de Médicos del Hospital General de México. Desde un inicio mostró amplia capacidad y habilidades quirúrgicas en intervenciones de tiroides, iniciando así la cirugía endocrinológica en su país pero con un enfoque moderno y fisiológico (el Dr. Francisco Montes de Oca, ya operaba de tiroides en México desde 1880). Editó con Aureliano Ulrich su máxima obra "El bocio en México" (1933), en donde propuso una campaña de iodización del agua a fin de evitar el bocio que en ese entonces era endémico en México.
Cooperó en la elaboración de trabajos originales como las raquicocainizaciones y el uso sistémico de los bloqueos cervicales, tratamiento de neuralgia del trigémino, cooperó con Abraham Ayala González para fundar la Gastrocirugía en México y la endoscopía. Asesoró a Conrado Zuckerman para la implantación de la oncología. Inició la cirugía de tórax con las anastomosis esofagogástricas extratorácicas y luego torácicas. Con el Dr. Julián González Méndez inició la cirugía experimental y la cirugía de tórax con resección de lóbulos pulmonares.
Conocido como uno de los últimos cirujanos generales, tiene una vasta obra médica escrita, fue docente de cirugía en la UNAM y miembro de la Academia Nacional de Medicina de México (1933).